# Giovanni Battista Cimaroli

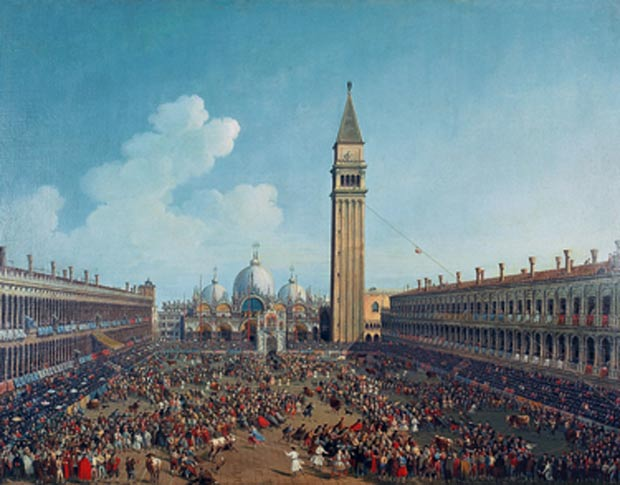
Corsa dei tori a Piazza San Marco. Venezia, 1740. Collezione Terruzzi.

Giovanni Battista Cimaroli oppure Cimarolo, Cimarollo, Cimeroli (Salò, 1687 – Venezia, 1771) è stato un pittore italiano.

## Biografia
Figlio di Girolamo e di Angela Magnanine, il percorso formativo di Cimaroli fu guidato inizialmente dai maestri Antonio Aureggio e Antonio Calza. In una seconda fase, Cimaroli si recò a Venezia, dove con il Canaletto, il Pittoni, il Piazzetta e il Balestra, collaborò alla realizzazione dei Tombeaux des Princes commissionate nel 1725 da Owen McSwiny, in cui erano rappresentati alcuni dei più celebri uomini della storia britannica. In questi lavori si occupò prevalentemente della parte paesaggistica di fondo.
A questa prima fase sono attribuibili i Paesaggi conservati a Buckingham Palace, dove l'accostamento con Marco Ricci ed il Magnasco appare piuttosto evidente, anche se traspare una lirica arcadica e quieta della natura.
In un secondo periodo Cimaroli intensificò le vedute veneziane, come nel caso della Veduta di villa Contarini-Negrelli a Strà (Bruxelles, Museo reale), nella Piazza San Marco con il combattimento dei tori (collezione E. P. Jones), nella Punta di Dogana, nella Chiesa della Carità, entrambe del 1736, influenzate soprattutto dal Canaletto.
Cimaroli fu iscritto nella fraglia dei pittori veneziani negli anni dal 1724 al 1737, quando risulta avere due figli e abitare in San Felice; viveva ancora a Venezia nel 1753.
Negli anni successivi il pittore si trasferì in Inghilterra dove ricevette numerose richieste pur non evidenziando altre evoluzioni artistiche.
A causa della mancanza di opere firmate dal Cimaroli, i suoi dipinti, sono stati spesso attribuiti ad altri artisti, più conosciuti, come Giuseppe Zais, Francesco Battaglioli, Giuseppe Zocchi e soprattutto Francesco Zuccarelli, pittore ricercato in Inghilterra al pari del Canaletto, di cui, in certi casi, Cimaroli fu un imitatore.
Studiando le opere sicuramente di Cimaroli, come le Tombe e i Paesaggi di Buckingham Palace, è possibile però caratterizzare
gli elementi tipici della pittura del Cimaroli, come ad esempio i tronchi alti, i rami allungati, il fogliame delineato meticolosamente, le foglioline distaccate e la prospettiva aerea digradante in successioni sempre più trasparenti e leggere.

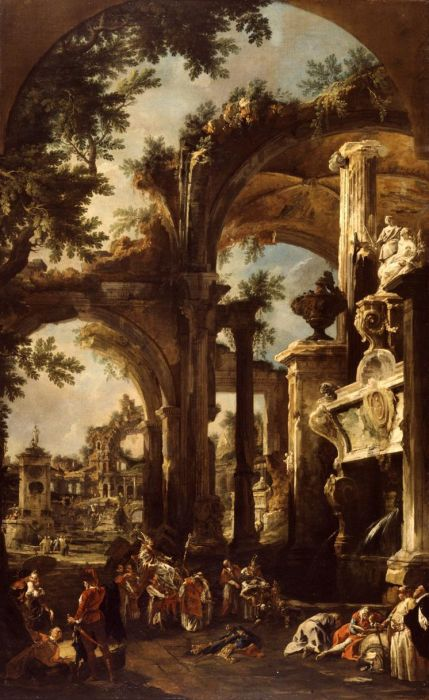
Allegoria della tomba di Lord Somers, Birmingham
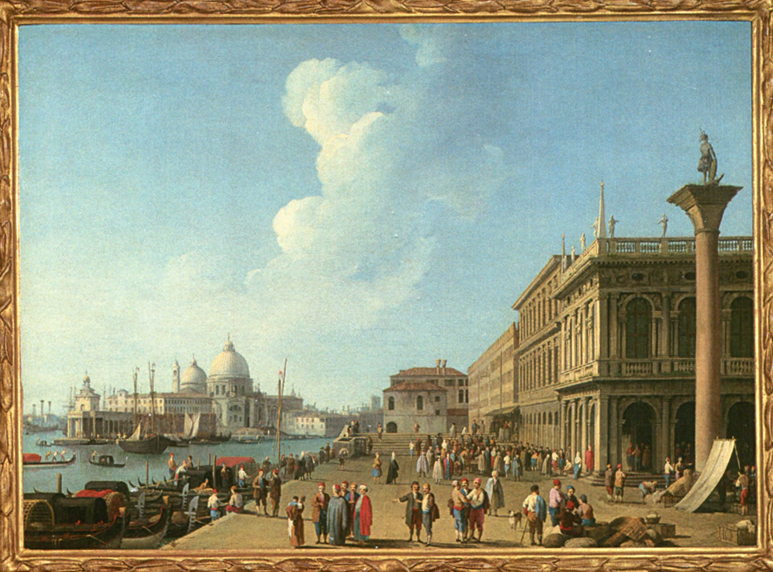
Veduta della Piazzetta verso la Dogana
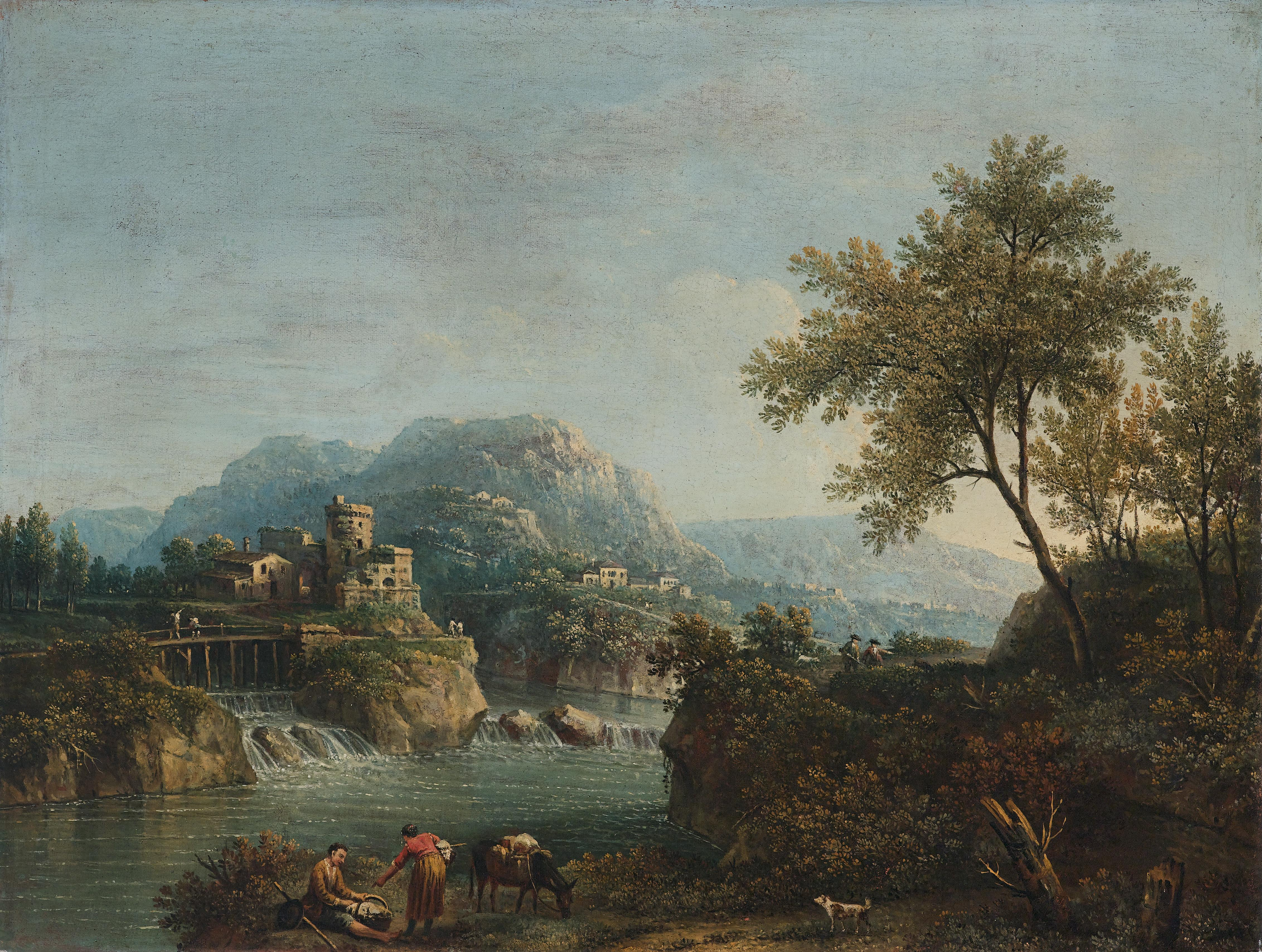
Paesaggio fluviale con figure e un asino
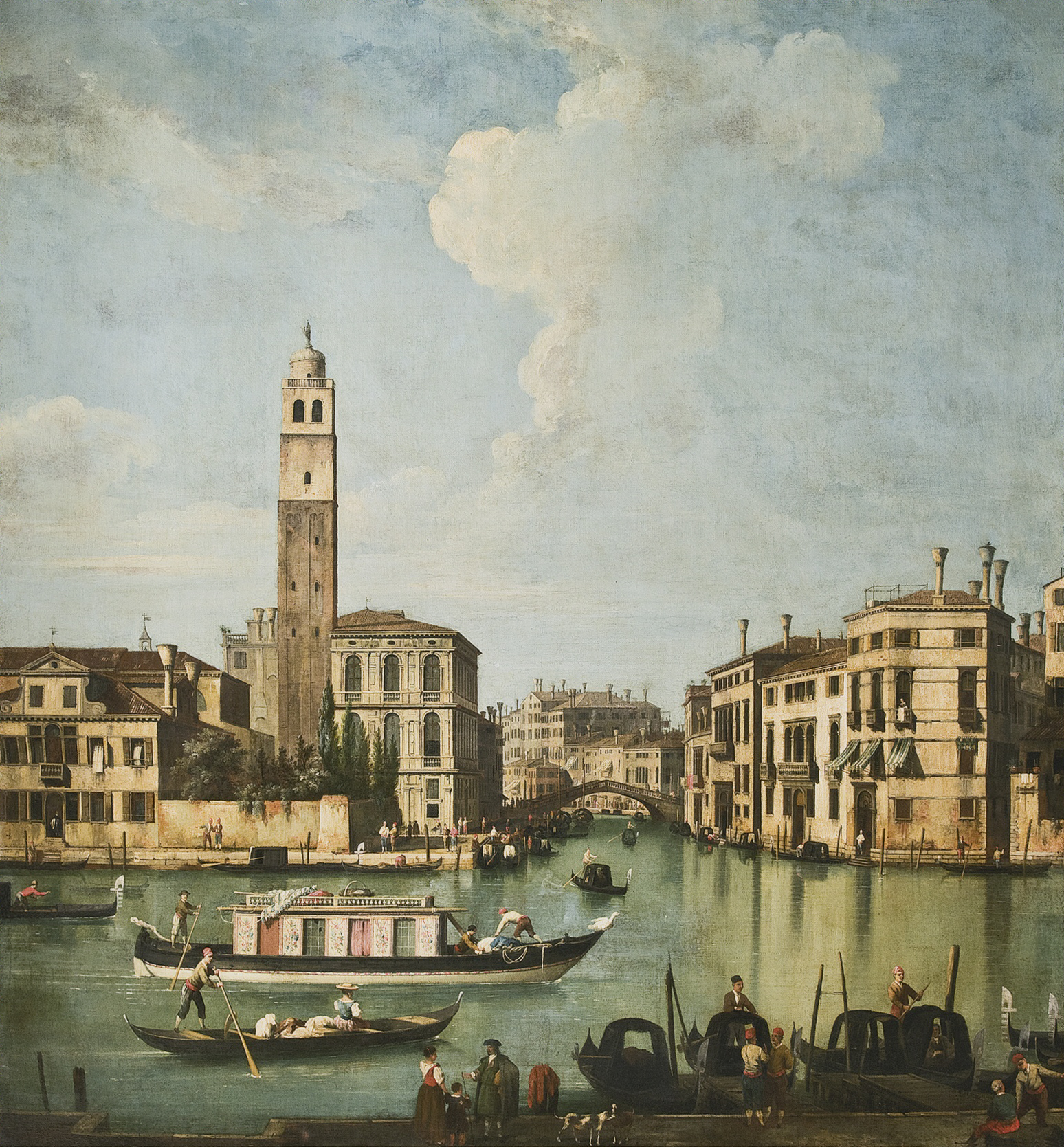
Veduta del Canal Grande con San Geremia, Palazzo Labia